# Prințesa Hélène de Orléans
Prințesa Hélène de Orléans (13 iunie 1871 - 21 ianuarie 1951) a fost membră a Casei regale de Orléans și, prin căsătoria cu Prințul Emanuel, Ducesă de Aosta.

## Familie
A fost al treilea copil din cei opt ai Prințului Filip, Conte de Paris și ai Prințesei Marie Isabelle d'Orléans. Hélène a fost sora cu Amélie, regină a Portugaliei, Prințesa Isabelle de Orléans și Ferdinand, Duce de Montpensier.
Tatăl ei a fost nepotul regelui Ludovic Filip I al Franței și moștenitorul aparent din 1842 până în 1848. Bunicii materni au fost Antoine, Duce de Montpensier și Infanta Luisa Fernanda a Spaniei.

## Căsătorii potențiale
Părinții Hélènei aveau mari speranțe că ea se va căsători cu un moștenitor al unui tron. Ceilalți frați ai ei se căsătoriseră bine; sora ei mai mare Amélie cu regele Portugaliei, sora ei mai mică Isabelle cu Ducele de Guise.
Pretendenții ei erau încurajați de faptul că Hélène era considerată o mare frumusețe a timpului ei.

### Relația cu Ducele de Clarence

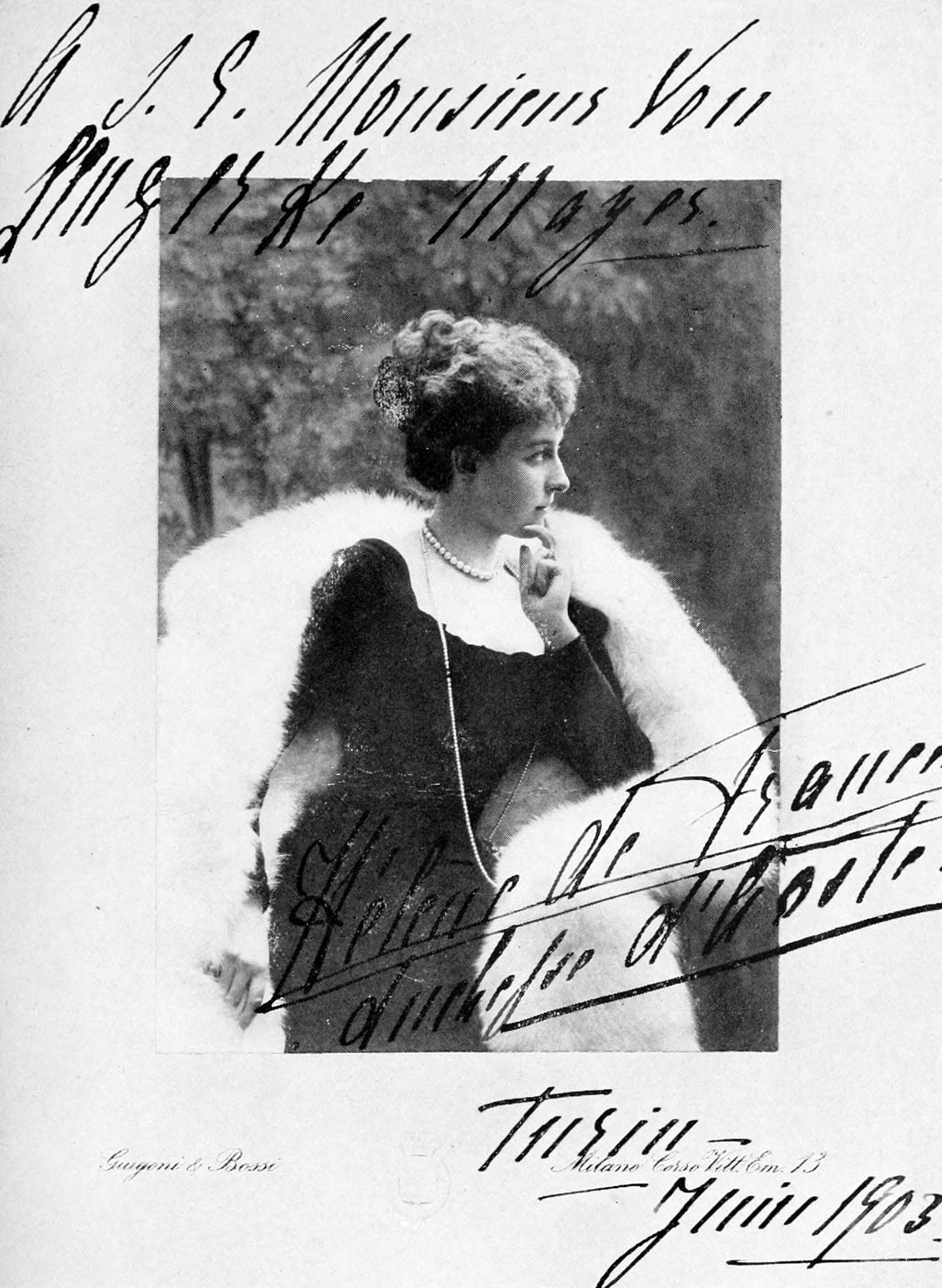

Hélène s-a îndrăgostit de Prințul Albert Victor, Duce de Clarence (fiul cel mare al lui Eduard al VII-lea și nepot al reginei Victoria care încă domnea) însă cei doi au fost obligați să pună capăt relației lor.
La început, regina Victoria s-a opus logodnei deoarece Hélène era romano-catolică. Victoria i-a scris nepotului ei sugerându-i ca alternativă o altă nepoată, Prințesa Margaret a Prusiei.
Odată ce cuplul și-a mărturisit dragostea reginei, Victoria a cedat și a sprijinit căsătoria lor. Hélène a fost de acord să se convertească, iar Albert Victor s-a oferit să renunțe la drepturile sale asupra succesiunii la tronul britanic pentru a se căsători cu ea, scriindu-i fratelui său "Nu știi cât de mult o iubesc pe fata asta atât de dulce și simt că nu aș putea fi fericit niciodată fără ea". Mama lui, Prințesa de Wales, a simpatizat cu situația lor și a aprobat căsătoria. Spre dezamăgirea cuplului, tatăl ei a refuzat căsătoria și nu i-a permis să se convertească. Hélène a călătorit personal pentru a interveni la Papa Leon al XIII-lea, însă el a confirmat verdictul tatălui și relația a luat sfârșit.
Albert Victor nu a putut trece peste sentimentele sale față de Hélène; relația lor este comemorată la mormântul lui de la Castelul Windsor de o coroană cu un singur cuvânt scris pe ea "HELENE". Mai târziu s-a aranjat pentru el logodna cu Prințesa Mary de Teck însă Albert Victor a murit înainte ca nunta să aibă loc.

### Țareviciul Nicolae al Rusiei
Ea a fost prima alegere ca mireasă făcută de către împăratului Alexandru al III-lea și împărăteasa Maria Feodorovna pentru fiul lor cel mare, țareviciul Nicolae (mai târziu împăratul Nicolae al II-lea). Relația nu a progresat dincolo de prietenie și Nicolae s-a căsătorit cu Prințesa Alix de Hesse-Darmstadt la sfârșitul anului 1894.

### Prințul de Neapoles
Au existat mari speranțe că Hélène se va căsători cu fiul cel mare și moștenitorul regelui Umberto I al Italiei, Prințul de Neapole. Hélène a călătorit la Neapole cu speranța că va atrage atenția regelui și reginei. Totuși, nu a avut loc nici o căsătorie iar Victor Emanuel s-a logodit cu Prințesa Elena de Muntenegru în 1896. Au existat zvonuri legate de o căsătorie a ei cu Infantele Afonso, Duce de Porto, care era cumnatul surorii sale Amélie. Zvonul s-a dovedit fals iar el nu a arătat nici un interes Helenei.

## Căsătorie și copii
La 25 iunie 1895 Hélène s-a căsătorit cu Emanuele Filiberto, al 2-lea Duce de Aosta (1869–1931). La nuntă au participat mai multe figuri regale importante inclusiv Prințul Moștenitor Victor Emmanuel al Italiei și Ducele și Ducesa de Connaught.
Cuplul a avut doi copii:
- Amedeo, al 3-lea Duce de Aosta (21 octombrie 1898 - 3 martie 1942)
- Aimone, al 4-lea Duce de Aosta (9 martie 1900 - 29 ianuarie 1948)

Văduvă în 1931, Prințesa Helene s-a recăsătorit în 1936 cu colonelul Otto Campini (1872–1951).